# Ephedra sinica
Ephedra sinica е вид растение от род Ефедра, виреещо на песъчливи почви в Азия – Китай, Монголия, Русия (Сибир, Приморски край).

## Описание
Цъфти през май и юни. Съдържа ефедрин и псевдоефедрин, които освобождават норадреналин в организма, разширяват бронхите и свиват кръвоносните съдове. Веществата се използват за синтезиране на амфетамин и MDMA. Растението е използвано в китайската медицина за лекуване на астма и бронхит. Влияе на онези рецептори, на които влияе и симпатиковата част на вегетативната нервната система, поради което се смята за опасно.